# 감각수용기

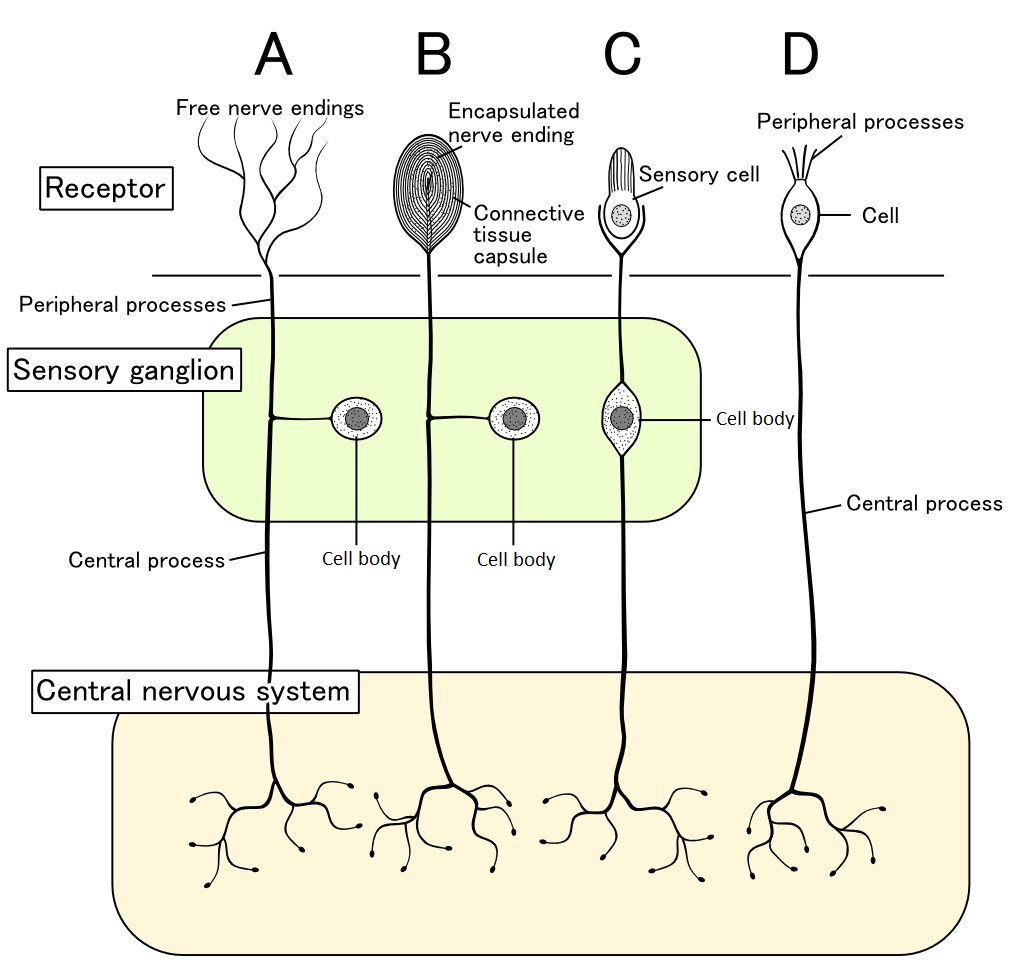
사람의 감각계 구조

감각수용기(感覺受容器, 영어: sensory receptor)는 감각신경 말단으로, 생명체 내·외부 환경의 자극에 반응하여 감각을 전달한다. 감각은 동일한 세포나 인접한 세포 내에서 차등 전위나 활동 전위를 만들어 전달한다.

## 기능
감각 수용기는 감각 기관이 기능하는데 필요한 첫 번째 요소이다. 감각 수용기는 각 수용기에 맞는 적합 자극에 반응하여 신호 전달을 시작한다.
수용기 중 맛과 냄새를 감지하는 수용기는 특수한 화학물질과 결합하는 수용체 분자를 가지고 있다. 예를 들어 후각 수용 세포(olfactory receptor neuron)에 있는 후각 수용기(olfactory receptor)는 기체 분자의 분자 구조를 인식하여 활성화된다. 미뢰에 있는 미각 수용기는 음식의 화학물질과 상호작용하여 활동 전위를 만들어낸다.
기계수용기와 광수용기는 물리적인 자극에 반응한다. 광수용세포는 로돕신이라는 단백질을 포함하고 있어 빛을 전기 신호로 전달한다. 기계수용기 중 일부는 수용기의 막이 물리적으로 늘어나면 활동 전위를 만들어낸다.

## 분류

### 적합 자극에 따라
수용기는 자기에게 맞는 적합 자극만을 수용하고 감각 신호를 전달할 수 있다.
- 압수용기(baroreceptor)는 혈관에 걸리는 압력에 반응한다.
- 화학수용기는 화학 자극에 반응한다.
- 전자기 방사선 수용기는 전자기파에 반응한다.
  - 적외선 수용기는 적외선에 반응한다. 뱀에게는 적외선을 감지하는 구멍 기관(pit organ)이 있다.
  - 광수용기는 가시광선에 반응한다.
  - 자외선 수용기는 자외선에 반응한다. 벌이나 잠자리는 자외선으로 볼 수 있다.[1]
- 전기수용기는 전기장에 반응한다.
  - 로렌지니 팽대부(Ampullae of Lorenzini)는 일차적으로는 전기장에 반응하고 염분, 온도도 감지한다.
- 자기수용기(Magnetoreceptors)는 자기장에 반응한다.
- 기계수용기는 물리적인 부하나 변형에 반응한다.
- 통각수용기(nociceptor)는 신체 조직에 상처나 상처를 입히려는 위협에 반응한다. 항상 그렇지는 않지만 종종 통증 지각과 연계된다.
- 삼투수용기는 용액의 삼투 농도에 반응한다. 시상하부에 삼투조절 중추가 있다.
- 고유수용기(proprioceptor)는 자세 감각을 담당한다.
- 온도수용기는 뜨겁거나 차가운 것에 반응한다.

### 위치에 따라
감각 수용기는 위치에 따라 나뉠 수 있다.
- 피부 수용기는 진피나 표피에 위치한다.
  - 피부 기계수용기[2]
    - 루피니 소체는 피부의 신장 자극을 받아들인다.
    - 마이스너 소체는 느린 진동과 쓰다듬기, 질감 변화를 감지한다.
    - 파치니 소체는 강한 압력과 빠른 진동을 감지한다.
    - 메르켈 원반은 일정한 압력과 질감을 감지한다.
    - 자유신경종말

  - 온도수용기
    - 크라우제 소체는 저온을 감지한다.
    - 루피니 소체는 온각을 감지한다.

  - 통각수용기
  - 화학수용기

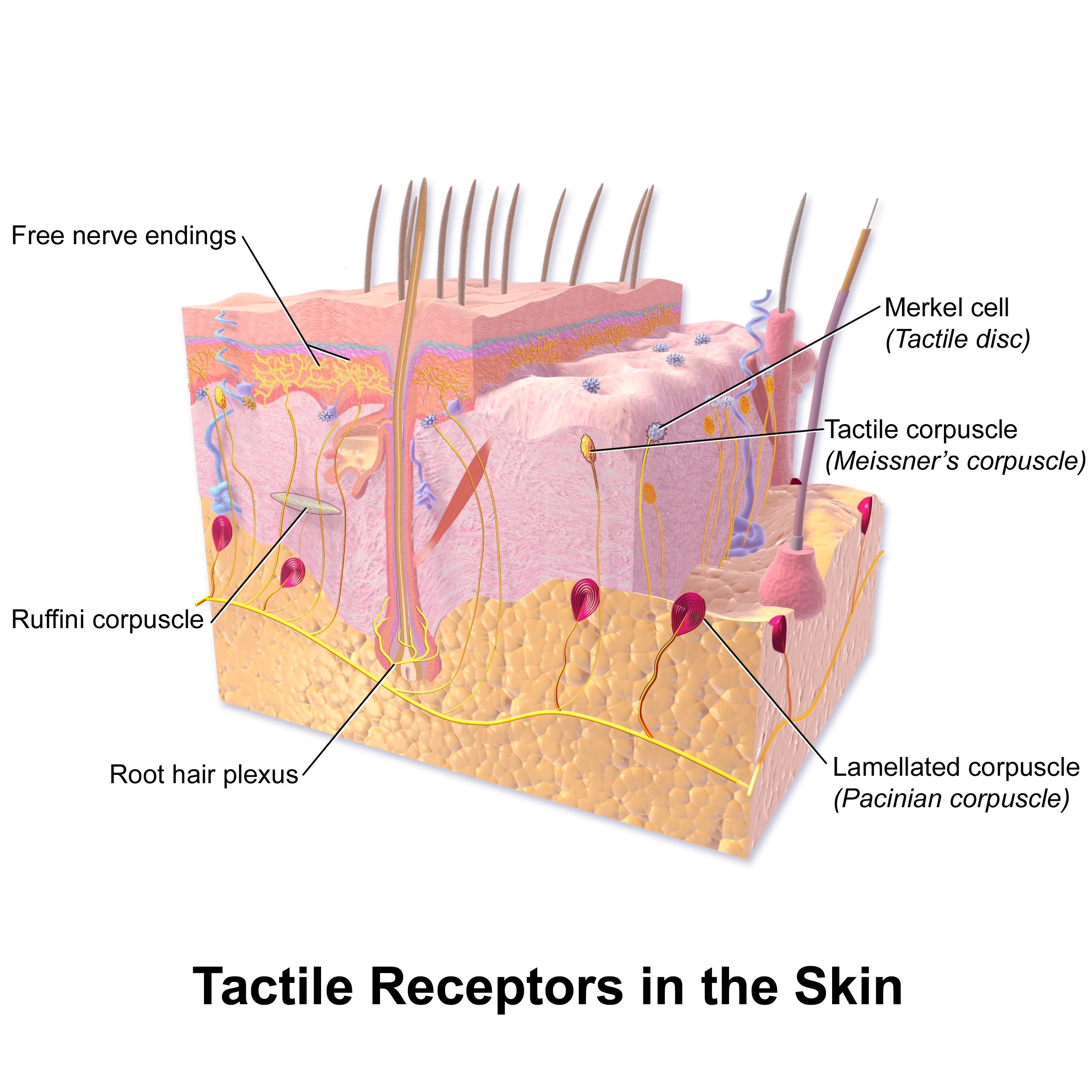
피부의 촉각 수용기
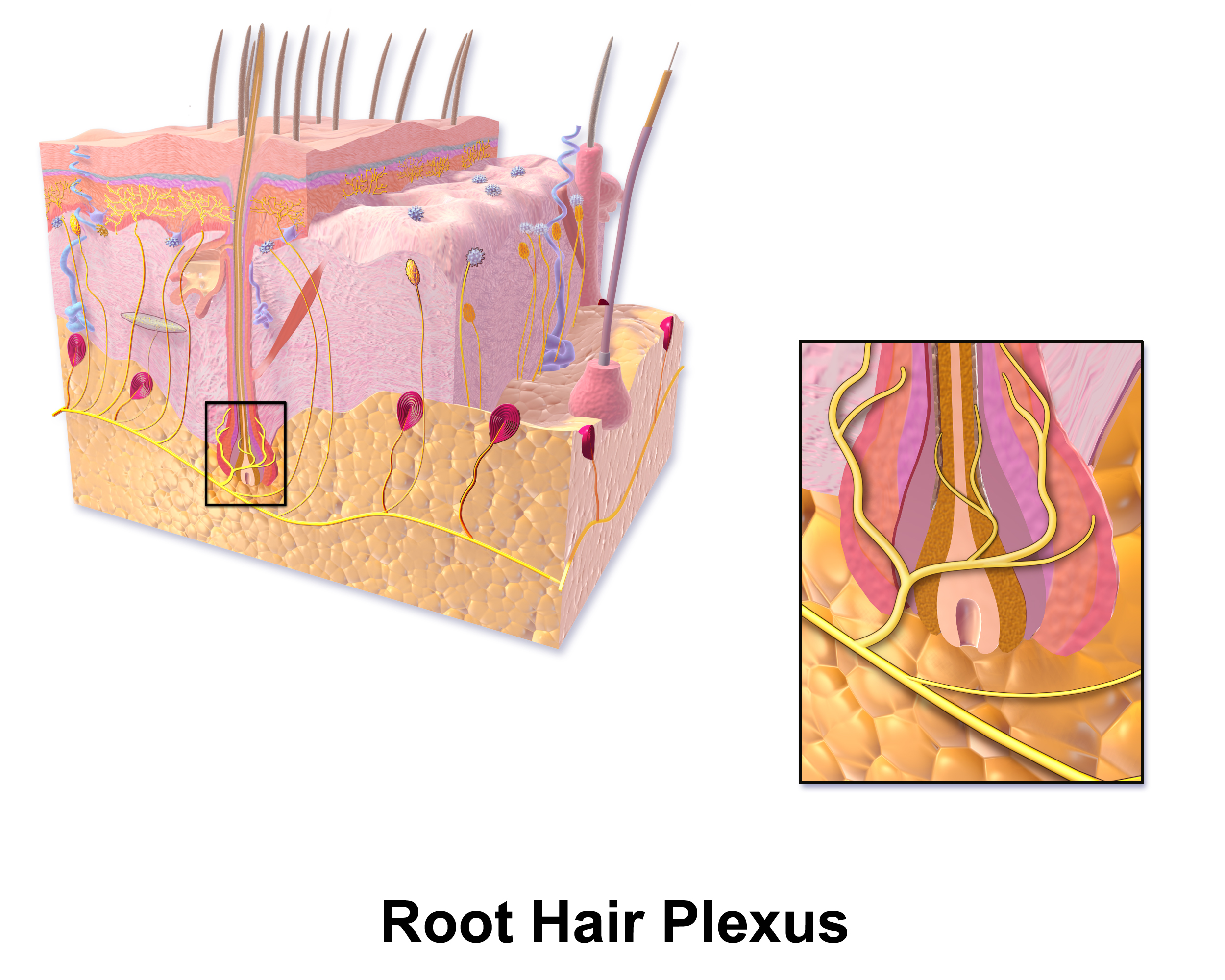
털뿌리망(모근)
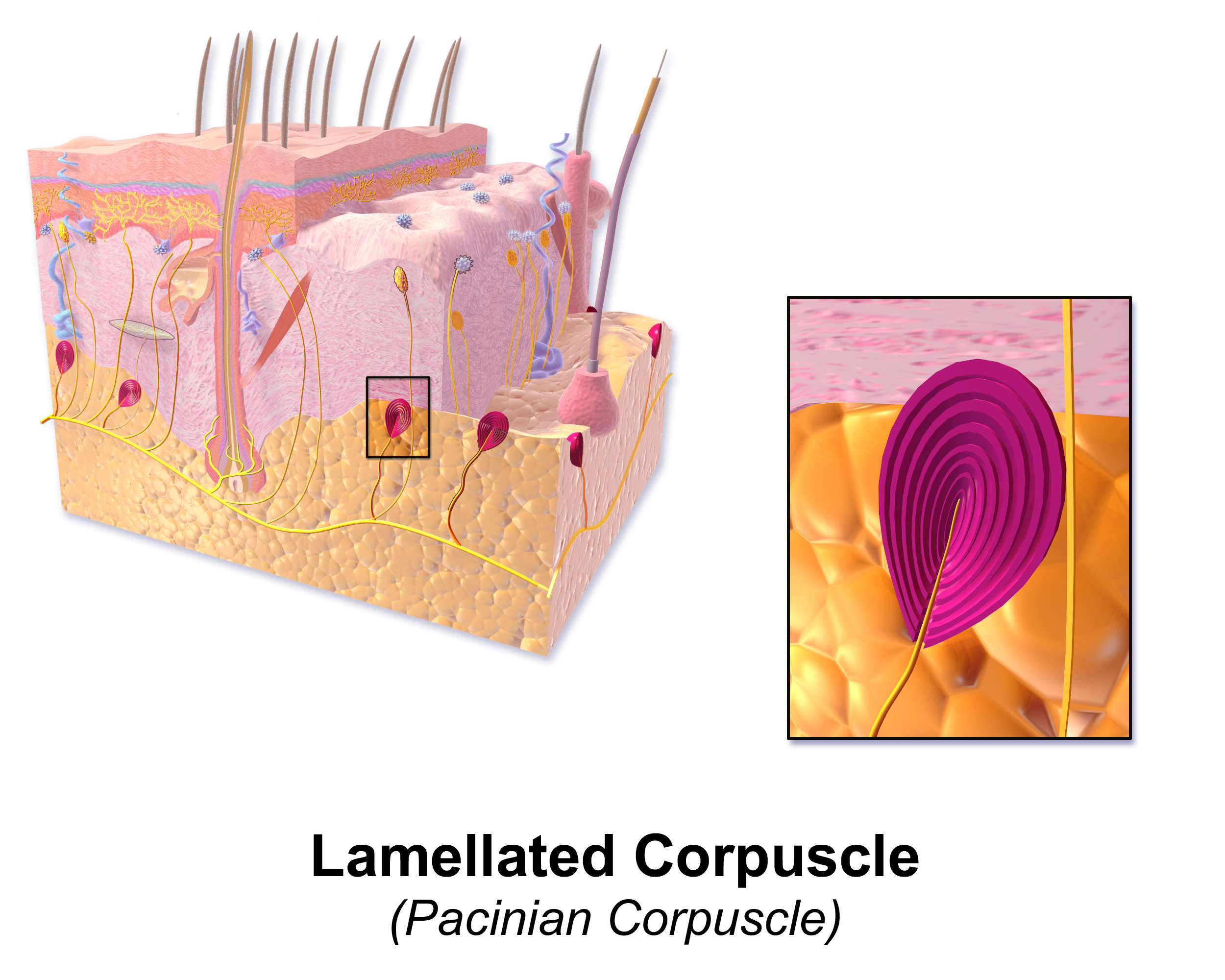
층판으로 싸인 파치니 소체
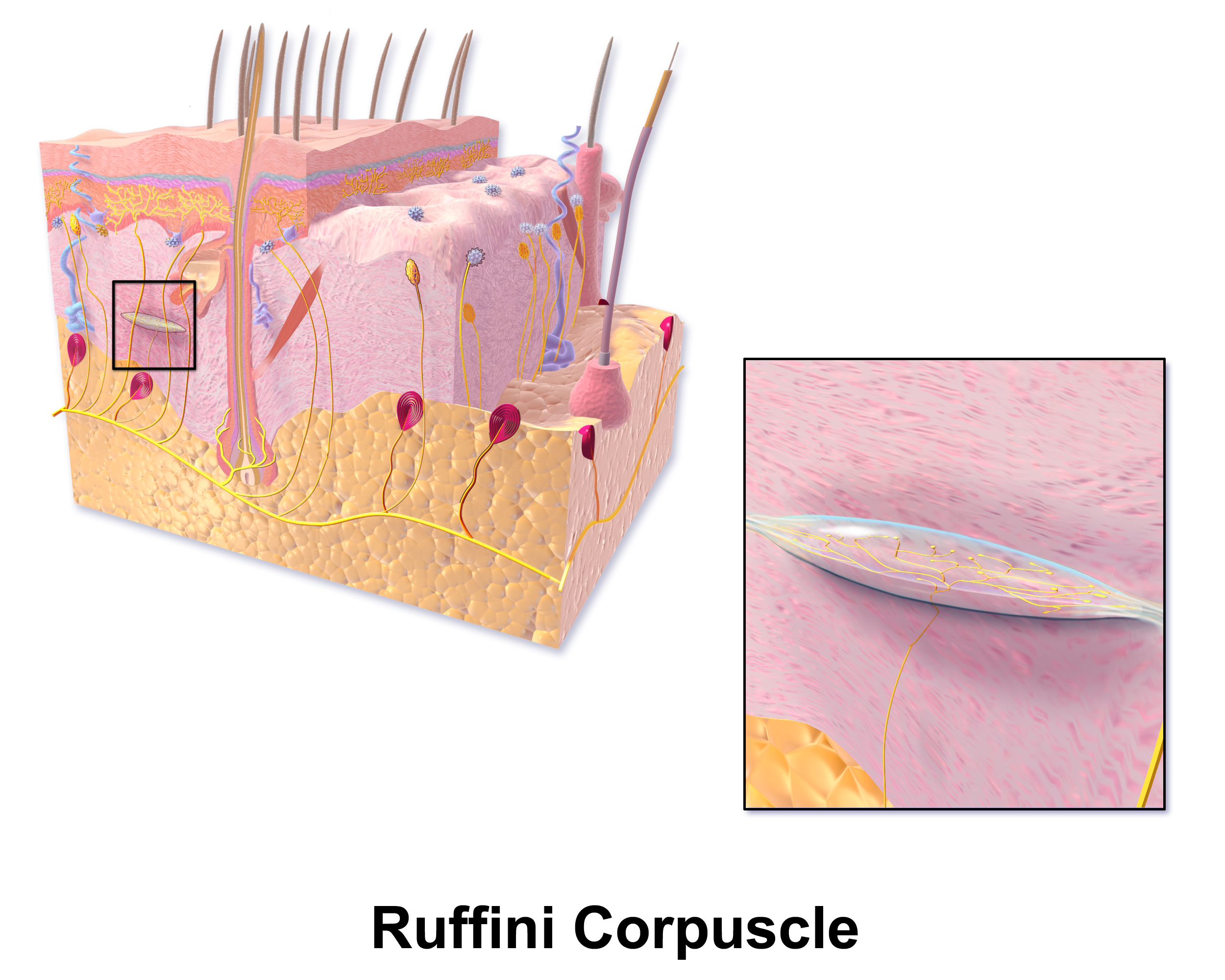
루피니 소체
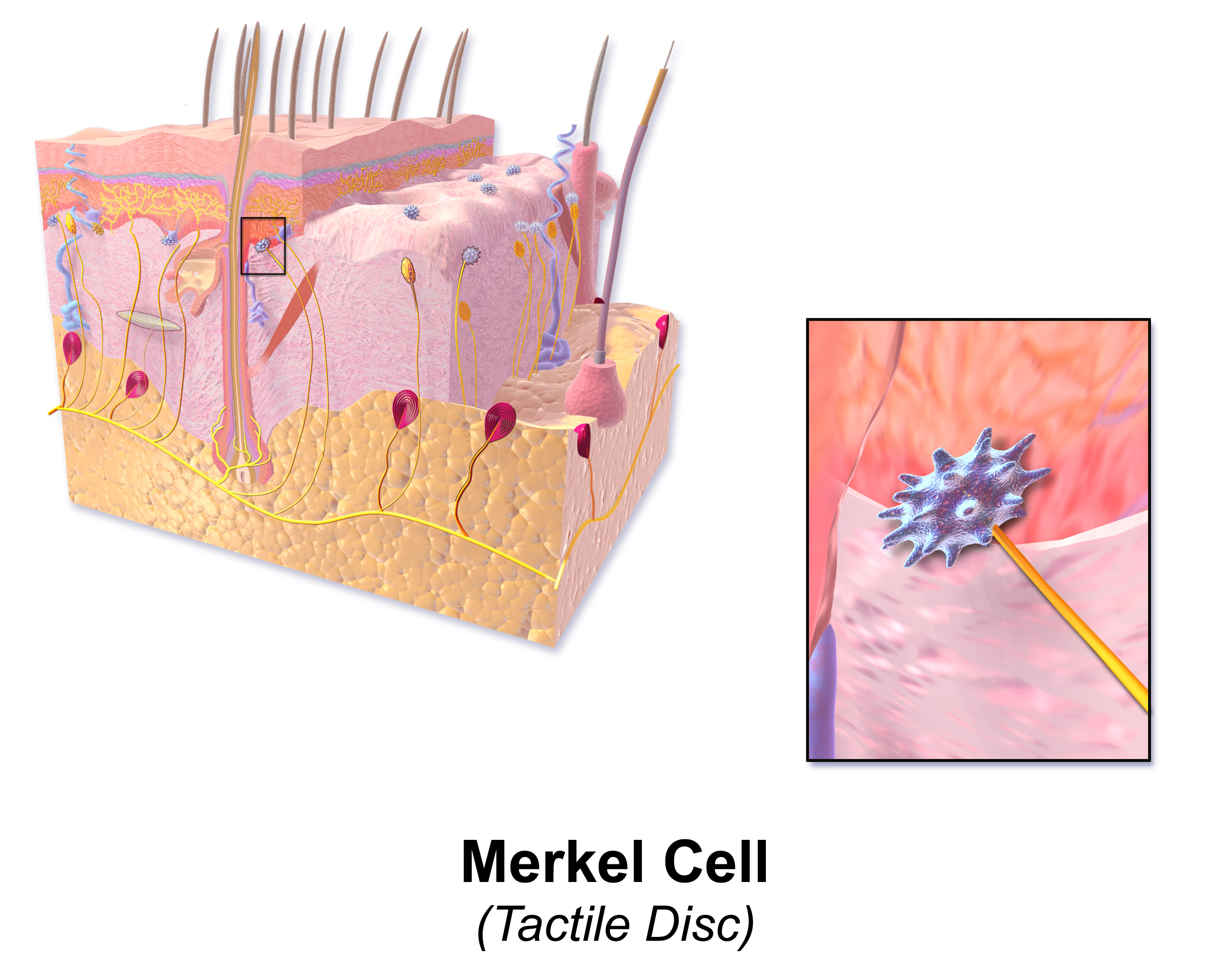
피부 메르켈 세포
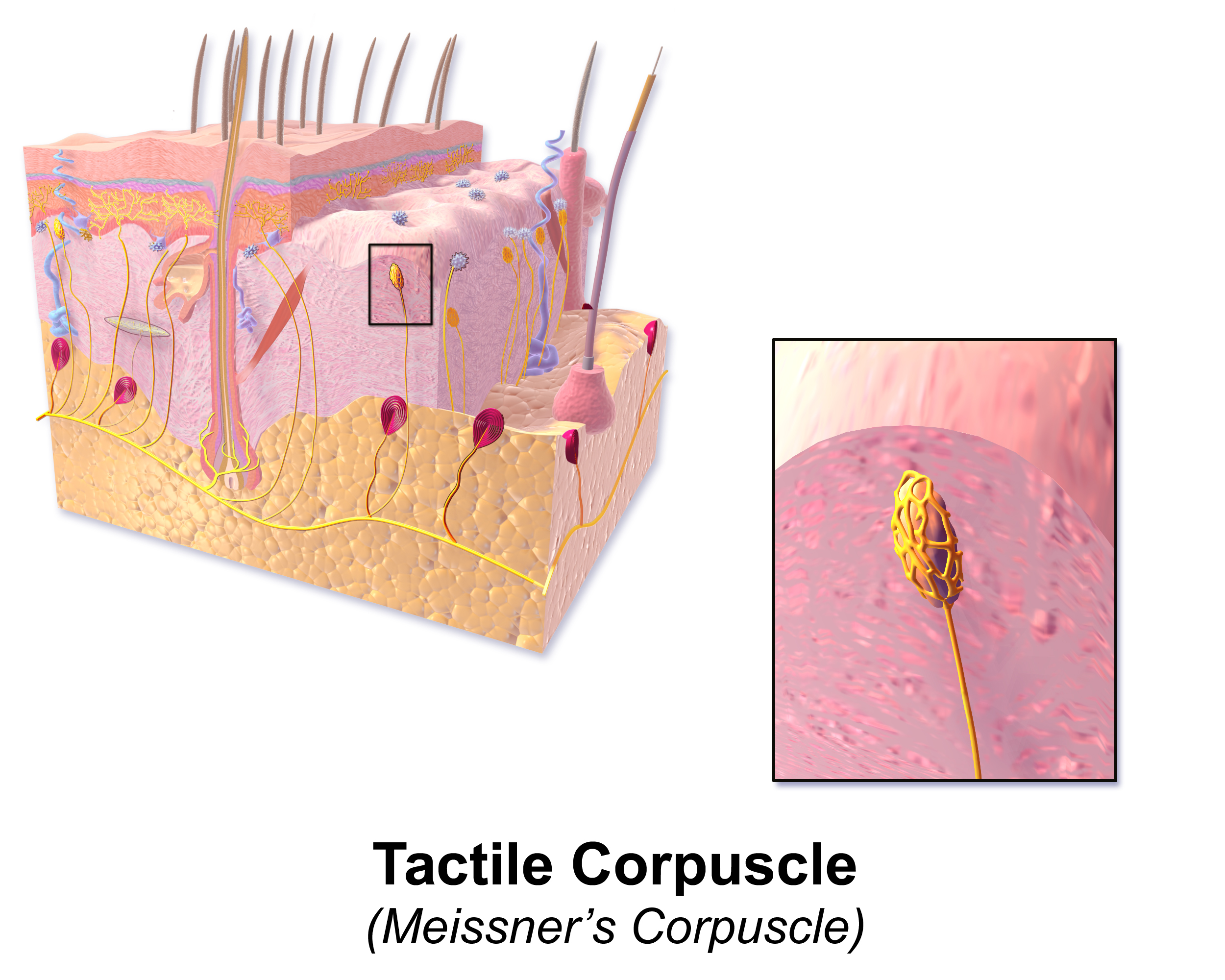
마이스너 소체
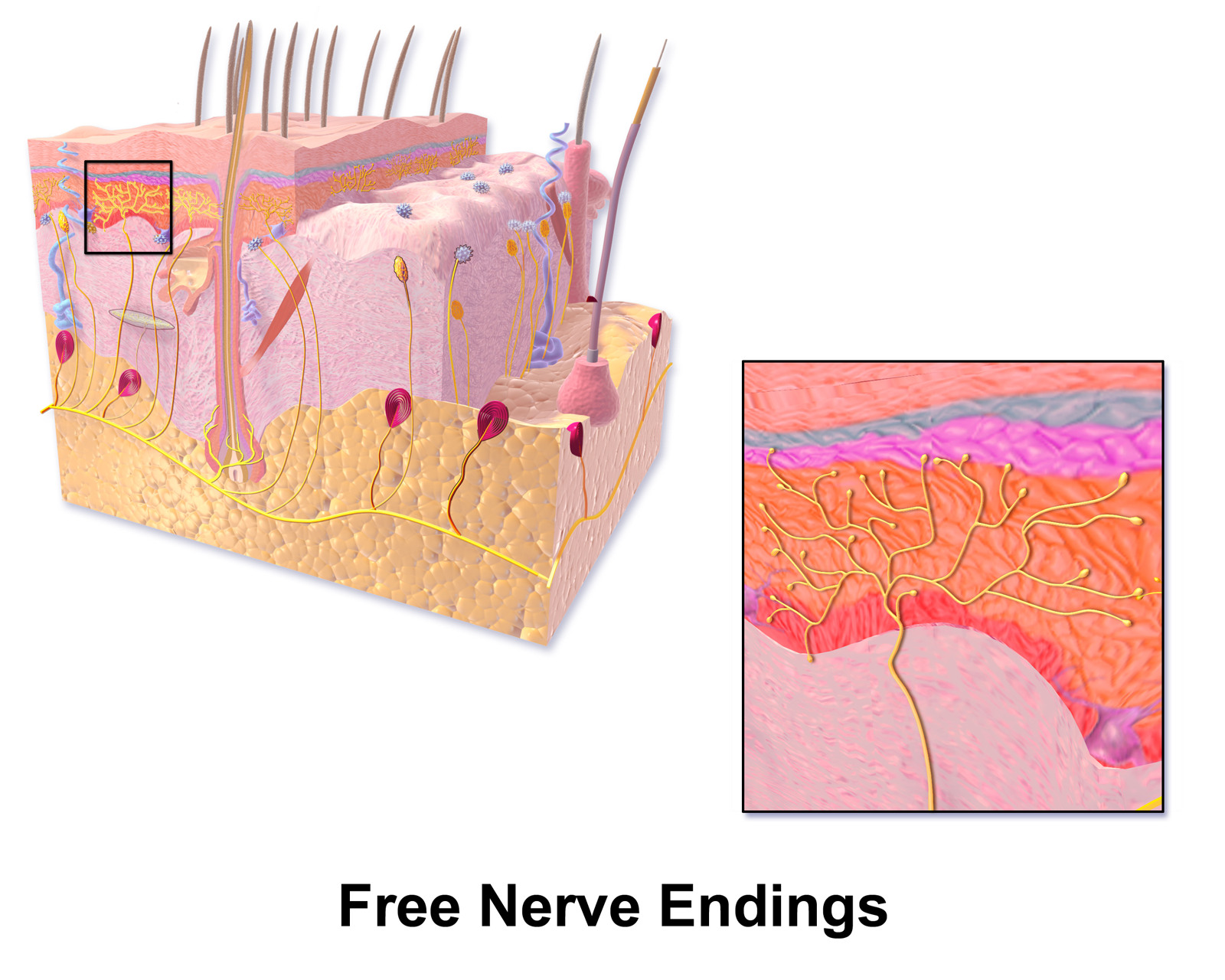
자유신경종말

- 근육에는 골격근 반사에 관여하는 고유수용기가 있다.[3]
  - 근방추는 근육에 있는 기계수용기이다. 근육이 수축·이완하면 근육 길이에 대한 정보를 척수와 뇌로 보낸다.
  - 골지 힘줄 기관은 제길이수축을 하는 근육 장력에 반응한다.
  - 관절수용체는 뼈의 위치에 따라 변화하는 뒤틀림에 의해 활성화된다.

### 형태에 따라
피부 표면 근처에 있는 체성 감각 수용기는 크게 두 부류로 나뉜다.
- 뉴런의 끝부분이 탈수초화 상태인 자유신경종말
- 피막이 있는 수용기

### 적응 속도에 따라
- 긴장성 수용기(tonic receptor)는 자극에 느리게 적응하는 감각 수용기이다. 자극이 지속되는 동안 계속해서 활동 전위를 만들어내므로 자극의 지속 시간에 대한 정보를 전달할 수 있다. 어떤 긴장성 수용기는 항상 활성 상태이다. 통증 수용기, 관절낭, 근방추에 있는 수용기가 대표적인 긴장성 수용기이다.
- 위상성 수용기(phasic receptor)는 자극에 빠르게 적응하는 감각 수용기이다. 자극에 대해서 세포는 반응하고 금세 적응하므로 자극의 지속 시간에 대한 정보를 제공할 수 없다. 대신 빠르게 변화하는 자극의 강도와 속도 변화에 대한 정보를 전달할 수 있다. 위상성 수용기의 예로는 파치니 소체가 있다.

## 신경 분포
감각 수용기는 저마다 다른 종류의 신경 섬유가 지배한다. 근육 및 그에 관련된 감각 수용기는 제1형 및 제2형 감각 섬유가 지배한다. 피부 수용기는 Aβ, Aδ 그리고 C형 섬유가 지배한다.

## 같이 보기
- 체성감각
- 몸감각 기관